# ATP Hong Kong Tennis Open 2025
ATP Hong Kong Tennis Open 2025 — тенісний турнір, що проходив на кортах з твердим покриттям у місті Гонконг з 30 грудня 2024 до 5 січня 2025. Належав до категорії ATP 250.

## Фінальна частина

### Одиночний розряд
Александр Мюллер —  Нісікорі Кей 2–6, 6–1, 6–3

### Парний розряд
Сандер Арендс /  Люк Джонсон —   Карен Хачанов /   Андрій Рубльов 7–5, 4–6, [10–7]